# Protologia

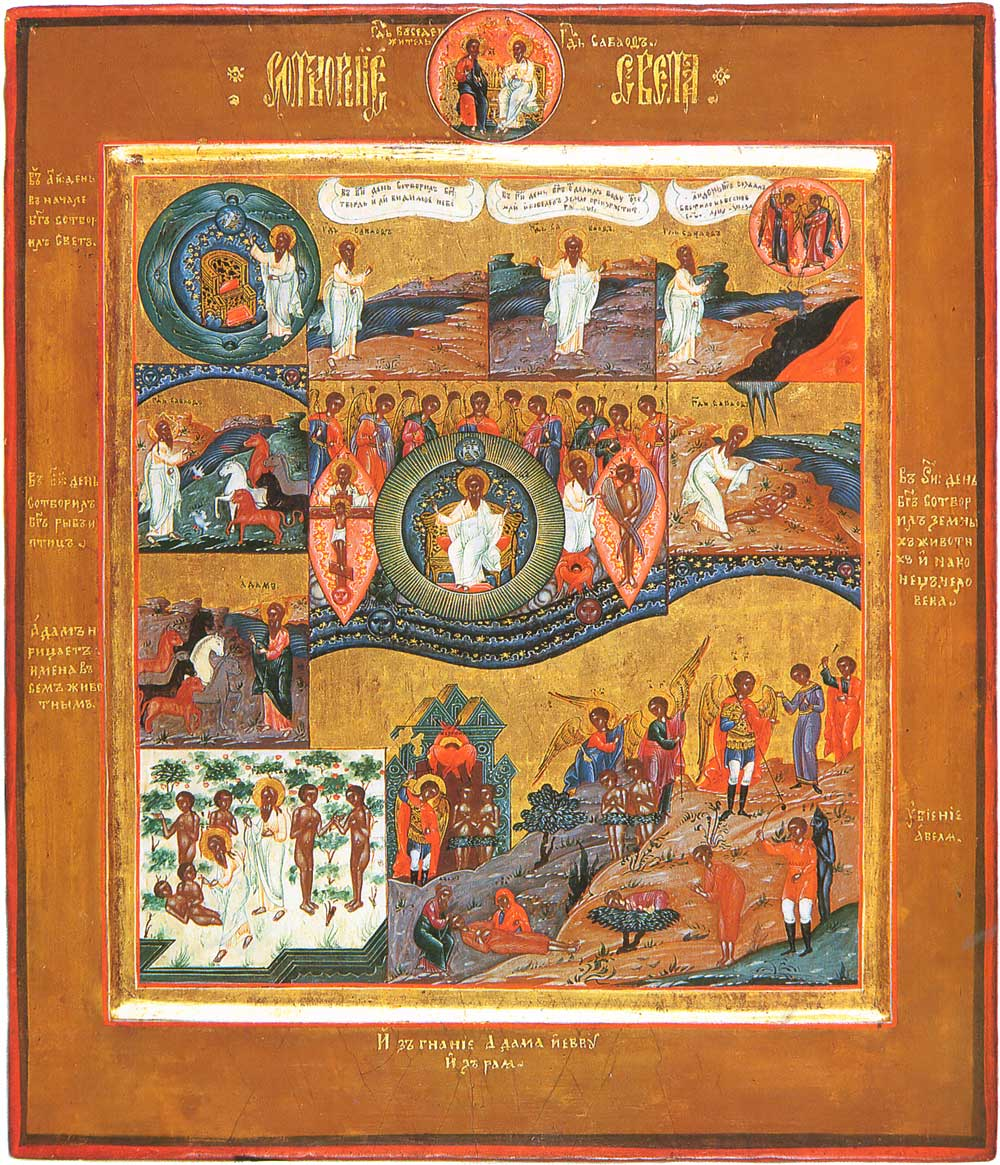
Stworzenie świata. XIX-wieczna ikona rosyjska

Protologia – dziedzina teologii dogmatycznej zajmująca się zagadnieniami początku istnienia świata i człowieka. W zakres zainteresowania protologii wchodzą także zagadnienia raju i grzechu pierworodnego. Nazwa tej dziedziny została utworzona przez analogię z eschatologią, zajmującą się rzeczami ostatecznymi.

## Jezus Chrystus jako źródło protologii
Protologia jako dziedzina teologiczna stała się możliwa i zrozumiała od strony formalnej jedynie wraz z przyjściem Jezusa Chrystusa – umożliwił On bowiem, poprzez oficjalne Objawienie, pełne zrozumienie faktu, że człowiek był i jest w ciągu całej swej historii podmiotem absolutnego auto-przekazu Boga. Przekaz ten może być przewyższony jedynie przez wizję uszczęśliwiającą. Wypracowanie doktryny pierwszych początków oraz nadprzyrodzonego wyniesienia człowieka i jego upadku była możliwa jedynie w Nowym Testamencie.

## Wyzwania współczesnej protologii
Według Karla Rahnera adekwatna współczesna protologia jest możliwa jedynie w nawiązaniu do eschatologii, ponieważ początek jest zawsze ukierunkowany i zostaje wypełniony w swym końcowym spełnieniu. A ponieważ spełnienie się wieków, czyli eschaton jest skupione wokół przyjścia, paruzji Chrystusa, protologia winna zawsze brać Chrystusa za punkt wyjścia Podkreślając związek między protologią i eschatologią współczesna refleksja, w duchu odnowy teologii po Soborze watykańskim II, nawiązuje do patrystycznej koncepcji wypełnienia historii człowieka i świata jako powrotu do raju.

### Pogodzenie różnych dziedzin wiedzy
Cechą charakterystyczną współczesnej protologii jest ukazywanie założeń (a priori) i praktycznej realizacji (de facto) wewnętrznej jedności protologii. Wśród zagadnień, które bada w dialogu z nowożytnymi koncepcjami powstania człowieka, proponowanymi np. w ramach teorii ewolucji, są np.:
- historyczne początki człowieka
- jedność rodzaju ludzkiego i jego historii – zagadnienie szersze niż sam problem monogenizmu,
- seksualna natura człowieka – temat badany z innego punktu widzenia niż czyni to teologia moralna. Zagadnienia te szeroko analizował Jan Paweł II w swej książce Mężczyzną i niewiastą stworzył ich.
- opracowanie początkowych rozdziałów Księgi Rodzaju (Rdz 1-11) szerzej niż uczyniły to różne szkoły teologiczne do tej pory, komentując sześć dni stworzenia – Heksaemeron.

### Przeciwwaga dla protologii zsekularyzowanej
Zadaniem jaki stawia sobie protologia jako dziedzina teologiczna jest także danie przeciwwagi dla protologii zsekularyzowanej, która zajmuje się zagadnieniami historii naturalnej, ewolucji, procesu hominizacji, wieku świata i ludzkości, cech charakterystycznych człowieka pierwotnego bez odniesienia do twierdzeń Objawienia. Teorie na ten temat nie mogą być uznane za protologię w ścisłym sensie tego słowa. Zadaniem protologii chrześcijańskiej będzie ukazanie faktu, że początki ludzkości wymykają się człowiekowi spod kontroli. Rzeczywistość, do której ludzkość jest prowadzona przez zmartwychwstanie Chrystusa – eschatologia rodzaju ludzkiego – rzuca światło na początki stworzenia człowieka, ukazując jak niewiele informacji dostarcza na ten temat np. antropologia fizyczna.

## Hipotezy ewolucji człowieka a stworzenie człowieka
Podczas gdy odkrywane są kolejne formy historyczne człowiekowatych, przedstawiane jako ogniwa pośrednie łączące współczesnego człowieka rozumnego (ew. archaicznego Homo sapiens) z innymi człowiekowatymi, teologowie próbują zweryfikować i zharmonizować dane dostarczane przez archeologię, antropologię, biologię związane z ewolucją człowiekowatych z Objawieniem na temat początków człowieka.

### Hipoteza Leakeyów
W ramach badań nad antropogenezą badacze stawiają wiele hipotez posługując się wykopaliskami paleontologicznymi. M.in. w latach 60. XX w. małżeństwo paleontologów, Louis Leakey i Mary Leakey postawiło tezę, zgodnie z którą ok. 1,9 miliona lat temu Homo habilis (człowiek zręczny) dał początek gatunkowi Homo erectus (człowiek wyprostowany), z którego mniej więcej 190 tys. lat temu wyewoluowali obecnie żyjący ludzie. Korzystali oni z odkryć dokonanych w wykopaliskach prowadzonych przez ich synów, Jonathana i Richarda Leakeyów w Wawozie Olduvai w Tanzanii. Obecnie większość naukowców opowiada się za teorią, że Homo habilis był przodkiem wszystkich późniejszych gatunków z rodzaju Homo, w tym również – choć nie bezpośrednio – Homo sapiens.  Teoria ta przeczy twierdzeniom, iż człowiek powstał w procesie kreacji. 
Na definitywne stwierdzenia w tej dziedzinie jest jednak o wiele za wcześnie. Materiały z wykopalisk służące do sformułowania tez o antropogenezie zawierają jeszcze zbyt wiele luk, by można było na ich podstawie przedstawić przekonujący model antropogenezy, a tym samym stwierdzić naukowo jak powstał człowiek jako osoba.
Konkurencyjną do teorii Leakeyów jest poligenizm. Zgodnie z nimi Homo sapiens powstał równocześnie w wielu miejscach globu.

### Wcześniejsze powstanie człowieka?
Paleo-archeolodzy odkryli wiele szczątków podobnych anatomicznie do współczesnych ludzi, które są datowane na tysiące lat przed powstaniem Homo sapiens (Z wyjątkiem człowieka kromaniońskiego):
- Człowiek kromanioński (Homo sapiens fossilis, czyli Homo sapiens kopalny), którego uważa się za anatomicznie identycznego z człowiekiem współczesnym.
- Człowiek współczesny starszy Homo sapiens idaltu (idaltu oznacza w lokalnym etiopskim języku afar, osobę starszą), który wykazuje pewne nieznaczne różnice z człowiekiem współczesnym i został wyodrębniony jako osobny podgatunek.
- Człowiek neandertalski, który zamieszkiwał Europę podczas ostatniego zlodowacenia. Prof. João Zilhão z wydziału archeologii i antropologii uniwersytetu w Bristolu (Wlk. Brytania), znalazł w hiszpańskiej prowincji Murcja, w dwóch miejscach związanych z neandertalczykami (grota Aviones oraz grota Antón), z okresu odległego od nas o ok. 50 tys. lat, barwione i perforowane ręcznie muszle morskie, używane najpewniej jako naszyjniki. Analiza grudek czerwonego i żółtego pigmentu, znalezionych obok, sugeruje stosowanie kosmetyki ciała – na 10 tys. lat przed najwcześniejszymi śladami tzw. współczesnych ludzi[7]. W badaniach DNA neandertalczyków, przeprowadzonych przez Instytut Antropologii Ewolucyjnej Maxa Plancka z Lipska, porównano sekwencję 4 miliardów nukleotydów pobranych z kości, z odpowiednimi sekwencjami żyjącej populacji ludzkiej w Afryce, Azji i Europie i znaleziono większe podobieństwo z Europejczykami i Azjatami niż z Afrykańczykami. Wskazuje to na tzw. wspólnotę prokreacyjną / (ang.) interbreeding/[8]. Neandertalczyka należy więc nazywać Homo sapiens neanderthalensis.
- Ludzie z Przylądka Igielnego w Południowej Afryce. Antropolodzy, m.in. dzięki badaniom genetycznym, stawiali tezę, że gatunek Homo sapiens powstał od 200 do 150 tys. lat temu w Afryce. Znaleziska na Przylądku Igielnym przesuwają tę datę wstecz. Znalezione tam przedmioty pochodzą sprzed ok. 165 tys. lat. Są to wąskie na ok. 1 centymetra groty, umieszczane w drewnianych styliskach – narzędzie składało się więc z dwóch materiałów o różnych właściwościach. Twórcy tych narzędzi używali też barwników, przede wszystkim ochry, co jak twierdzą uczeni, jest dowodem ich umiejętności myślenia symbolicznego[9].
- Wcześni Brytyjczycy z Happisburgh w hrabstwie East Anglia, w Wlk. Brytanii. Narzędzia znalezione latem 2010 r. są starsze niż te z Południowej Afryki. Potwierdzają one obecność w północnej Europie, gdzie zimy były wtedy takie jak obecnie w Skandynawii, ludzi ubranych i posługujących się narzędziami z krzemienia 80 tys. lat wcześniej niż myślano – ok. 780 tys. a może nawet 950 tys. lat temu[10].

Ponieważ w najbliższej przyszłości natrafienie przez paleontologów na ślady ogniw pośrednich pomiędzy wczesnymi ludźmi a innymi hominidami, wyjaśniających ewolucję człowieka jest trudne do przewidzenia, dlatego uwaga badaczy początków rodzaju ludzkiego kieruje się w stronę ludzkiego DNA.

### Brakujące ogniwa ewolucji, a przesłanki teologiczne
Z punktu widzenia teologicznej wizji człowieka, mającego unikalną naturę duchowo-cielesną, stworzoną przez Boga na Jego obraz i podobieństwo (Rdz 1,27), niewiadome we współczesnych teoriach opisujących powstanie ludzi stanowią zachętę do refleksji nad tajemnicą powstania rodzaju ludzkiego.
Objawienie podaje następujące dane, będące dogmatycznymi prawdami wiary, wyznaczającymi kierunek poszukiwań:
1. Człowiek nie jest jedynie efektem ewolucji ciała, ponieważ ma duszę nieśmiertelną, ontologicznie różną od materii, z której utworzone jest ciało. Duchowa dusza nie mogła być wynikiem ewolucji materii ciała. Fakt duchowej i nieśmiertelnej natury duszy jest możliwy do rozpoznania nie tylko przez wiarę, lecz także przez rozum. Przeczył temu XIX-o wieczny nurt duchowości zwany fideizmem; m.in. pogląd ten wyznawał Louis Eugene Bautain, z którego pod wpływem watykańskiej Kongregacji ds. duchowieństwa wycofał się w 1844 r.[12] Inny francuski myśliciel Augustin Bonnetty wyznawał pogląd, że naturalne władze poznawcze duszy nie są w stanie rozpoznać duchowych rzeczywistości w życiu człowieka: oprócz istnienia Boga i Jego atrybutów, także prawd dotyczących człowieka – jego początku i końca, obowiązków, oraz zasad rządzących życiem społecznym i rodzinnym[13]. Jego poglądy nazwane tradyzjonalizmem zostały uznane za niezgodne z wiarą Kościoła przez watykańską Świętą Kongregację Indeksu, co potwierdził Pius IX dekretem z 15.06.1855 r.[14]
2. Dusza ludzka została stworzona bezpośrednio przez Boga, i tak dzieje się z każdym nowo powstającym człowiekiem[15].
3. Cały rodzaj ludzki powstał z jednej pary ludzkiej – gdyż nie widać, jak można inne teorie, np. poligenizm, zharmonizować z nauczaniem Magisterium Kościoła na temat grzechu pierworodnego[16].